# Burkhard Steinbach
Burkhard Steinbach (* 30. Juli 1970 in Würzburg) ist ein ehemaliger deutscher Basketballspieler. Er bestritt 139 Spiele für DJK Würzburg in der Basketball-Bundesliga.

## Laufbahn
Im Alter von 18 Jahren begann der in Obbach aufgewachsene Steinbach bei der DJK Schweinfurt mit dem Basketball, spielte danach in Triesdorf und beim TSV Ansbach, ehe er 1992 zum Zweitligisten DJK Würzburg wechselte. Der 2,12 Meter große Innenspieler stieg mit den Würzburgern 1998 unter anderem an der Seite von Dirk Nowitzki in die Basketball-Bundesliga auf. In seiner Einstandssaison in der obersten deutschen Spielklasse erzielte Steinbach 1998/99 in 28 Einsätzen im Schnitt 8,1 Punkte sowie 5,7 Rebounds je Begegnung. Diese Mittelwerte sollten die besten seiner Bundesliga-Jahre sein. Bis 2003 bestritt er 139 Bundesliga-Spiele, seine Bestwerte waren 19 Punkte (gegen Leverkusen im September 1998) und 14 Rebounds (gegen Oberelchingen im Oktober 1998). Zudem kam er mit Würzburg zu Einsätzen im Europapokal. Steinbach durchlief nach dem Hauptschulabschluss eine Lehre zum Landwirt und war in diesem Beruf bereits neben seiner Basketballkarriere tätig. Er war in Würzburg Publikumsliebling und unter dem Spitznamen „Koloss von Moos“ bekannt.
In der Saison 2003/04 spielte er beim Zweitligaverein TSV Breitengüßbach, stand im Spieljahr 2004/05 in Diensten des TSV Nördlingen (ebenfalls zweite Liga), 2005/06 verstärkte er in der zweiten Liga den USC Mainfranken. Anschließend zog er sich in die Regionalliga zurück und lief in der Saison 2006/07 für den TV Marktheidenfeld auf.
2007 kehrte er zur DJK Schweinfurt zurück und wurde als Spielertrainer in der 2. Regionalliga aktiv. Im Altherrenbereich spielte er für die TG Würzburg und kam mit der Mannschaft zu Deutschen Meisterehren. 2021 wurde Steinbach Co-Trainer der Würzburger Mannschaft in der Jugend-Basketball-Bundesliga. Sein Sohn Hannes schlug ebenfalls eine Laufbahn im Leistungsbasketball ein.